# Mark Lee Ping Bin

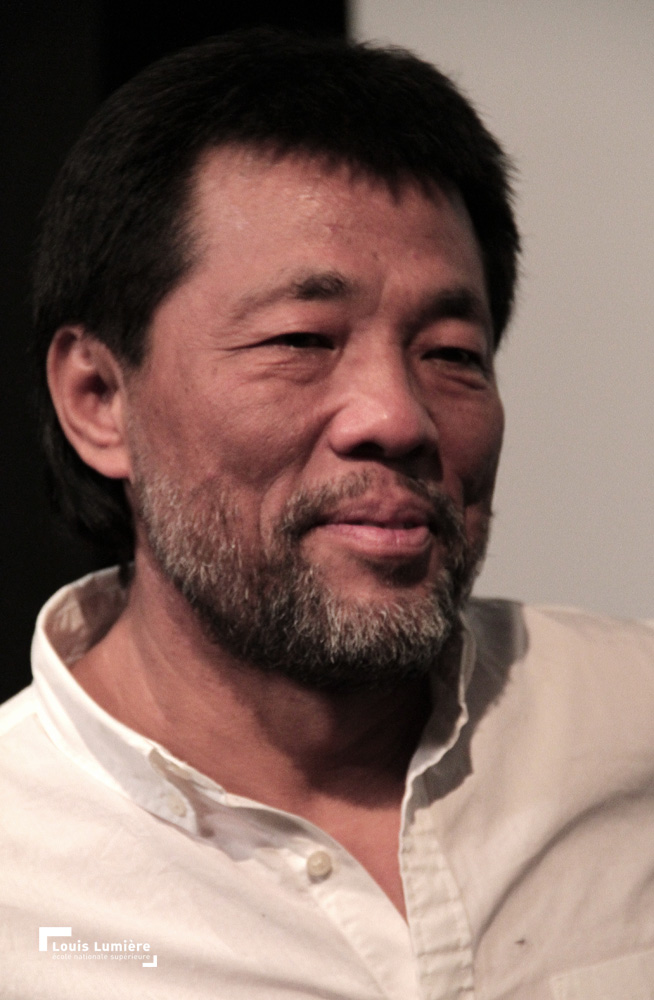
Mark Lee Ping Bin (2011)

Mark Lee Ping Bin (chinesisch 李屏賓 / 李屏宾, Pinyin Lǐ Píngbīn, Jyutping Lei5 Ping4ban1; * 8. August 1954, Taiwan) ist ein taiwanischer Kameramann.

## Leben
Mark Lee Ping Bin ist seit den 1980er Jahren als Kameramann tätig. Er arbeitete unter anderem häufig mit Regisseuren wie Hou Hsiao-Hsien (Taiwan) und Wong Kar-Wai (Hongkong) zusammen. Mit Filmen wie Ein Engel im Winter, Naokos Lächeln und Renoir erhielt er internationale Aufmerksamkeit. So wurde er gemeinsam mit dem australischen Kameramann Christopher Doyle für die Arbeit an In the Mood for Love jeweils für die beste Kamera mit einem National Society of Film Critics Award und einem New York Film Critics Circle Award ausgezeichnet.
Lee spricht Hochchinesisch, Taiwanisch, Kantonesisch und Englisch. Seit 1987 ist er mit Robin Crist Lee verheiratet. Sie haben gemeinsam eine Tochter und einen Sohn.

## Filmografie (Auswahl)
| - 1981: The Monk's Fight (Wuzhizhan shelizi, 武之湛 舍利子) - 1985: Spring Daddy (Yangchun laoba, 陽春老爸) - 1986: Liebe wie Staub im Wind (Lianlian fengchen, 戀戀風塵) - 1991: Ferien in Shanghai (Shanghai jiaqi, 上海假期) - 1992: Joe-Goody (Adai, 阿呆) - 1992: China Heat (Zhonghua jinghua, 中華警花) - 1993: Der Meister des Puppenspiels (Ximeng rensheng, 戲夢人生) - 1994: Wing Chun (Yongchun, 詠春) - 1995: Fallen Angels (Duoluo tianshi, 墮落天使) - 1995: Sommerschnee (Nüren sishi, 女人四十) - 1995: Untold Story (Xin dacuoche, 新搭錯車) - 1996: Out of the Blur (Feihua xiaoshuo, 廢話小說) - 1996: Buddha Bless America (Taiping Tianguo, 太平天國) - 1997: Eighteen Springs (Banshengyuan, 半生緣) - 1997: Task Force (Rexue zuiqiang, 熱血最強) - 1998: Die Blumen von Shanghai (Haishanghua, 海上花) - 2000: Ein Sommer in Hanoi (Xiazhi, 夏至) - 2000: In the Mood for Love (Huayang Nianhua, 花樣年華) - 2001: Millennium Mambo (Qianxi manbo, 千禧曼波) - 2002: May & August (Wu yue ba yue, 五月八月) - 2002: Springtime in a Small Town (Xiaocheng zhi chun, 小城之春) - 2003: Sky of Love (Ai duan le xian, 愛，斷了線) - 2003: Café Lumière (Kohi Jiko, jap. 珈琲時光) - 2005: Three Times (Zuihao de shiguang, 最好的時光) - 2006: After This Our Exile (Fuzi, 父子) - 2007: Der Flug des roten Ballons (Le voyage du ballon rouge) - 2007: Secret (Bunengshuo de mimi, 不能說的秘密) - 2008: Ein Engel im Winter (Et après) - 2008: Detours to Paradise (Qilu tiantang, 歧路天堂) | - 2009: Murderer (Sharenfan, 殺人犯) - 2009: Claustrophobia (Qinmi, 親密) - 2010: Naokos Lächeln (Noruwei no Mori, jap. ノルウェイの森) - 2010: Love in Disguise (Lian'ai tonggao, 戀愛通告) - 2011: Once Upon a Time in Tibet (Xizang wangshi, 西藏往事) - 2011: Mural (Huabi, 畫壁) - 2012: Renoir - 2013: The Rooftop (Tiantai, 天台) - 2014: (Sex) Appeal (Hanchan xioying, 寒蟬效應) - 2015: The Assassin (Cike Nie Yinniang, 刺客聶隱娘) - 2015: The Last Woman Standing (Shengzhe weiwang, 剩者為王) - 2015: Somewhere Only We Know (You yige difang zhǐyou women zhidao, 有一個地方只有我們知道) - 2016: Crosscurrent (Changjiangtu, 長江圖) - 2017: Love Education (Xiang'ai xiangqin, 相愛相親) - 2018: Us and Them (Houlai de women, 後來的我們) |

Quelle: Hong Kong Movie Database

## Diverses
2016 wurde Lee für zwei Jahre zum Vorsitzenden des Taipei Film Festivals (TFF) (台北電影節) ernannt. 2020 übernahm er den Jury-Vorsitz (President of the Jury) beim 57. Golden Horse Film Festival.